# Вулиця Джеймса Мейса (Київ)
Ву́лиця Дже́ймса Ме́йса — вулиця в Солом'янському районі міста Києва, місцевість Чоколівка. Пролягає від Чоколівського бульвару до Донецької вулиці. 
Прилучається вулиця Сергія Берегового.

## Історія
Вулиця виникла в 30-х роках XX століття. З 1931 року мала назву вулиця Колективізації на честь колективізації в СРСР.
Сучасна назва на честь американського історика, політолога, дослідника голодомору в Україні Джеймса Мейса — з 2016 року.